# Кренкебиль (рассказ)
«Кренкебиль» (фр. Crainquebille; впервые опубликован под названием L’Affaire Crainquebille «Дело Кренкебиля») — рассказ французского писателя Анатоля Франса, написанный в 1901 году.
Произведение содержит критику слепого и бесчеловечного суда, который, умножая несправедливость, подталкивает человека к преступлению.

## Сюжет
Кренкебиль, бедный и добродушный парижский торговец, попадает в неприятную историю: его обвиняют в оскорблении полицейского. По решению суда Кренкебиля приговаривают к тюремному заключению. Отбыв срок, торговец выходит на свободу. Покупатели теперь отворачиваются от него, как от арестанта. Герой лишается заработка и начинает пить. Голодный и нищий Кренкебиль решает попасть снова в тюрьму: там хоть покормят. Он подходит к первому попавшемуся полицейскому и говорит ему: «Смерть коровам!» (в то время на французском арго «коровы» — прозвище полицейских). Но опытный полицейский, словно угадав его мысли, не обращает внимания — он не желает арестовывать Кренкебиля.

## Иллюстрации
Теофиль-Александр Стейнлен сделал иллюстрации для первого издания.

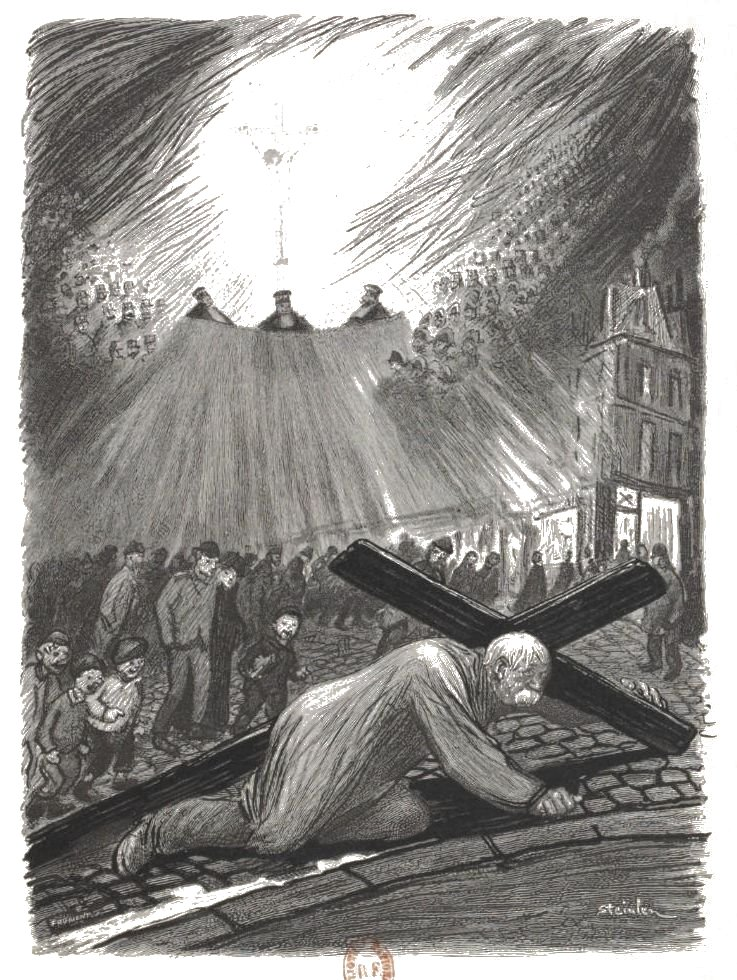
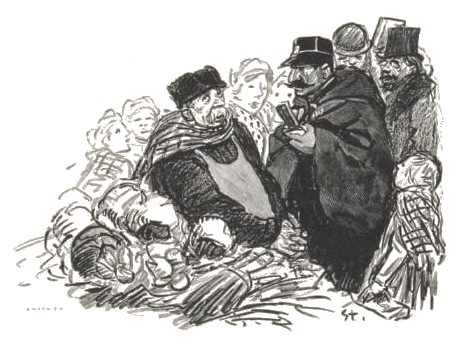
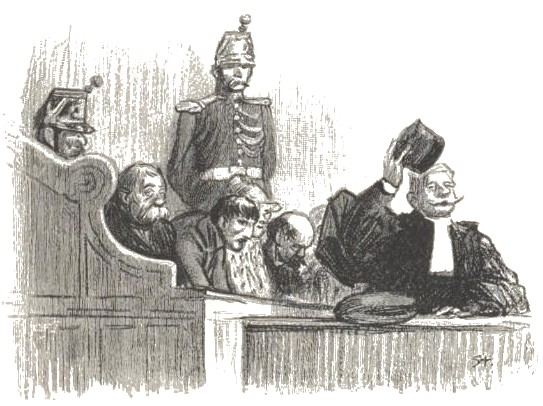
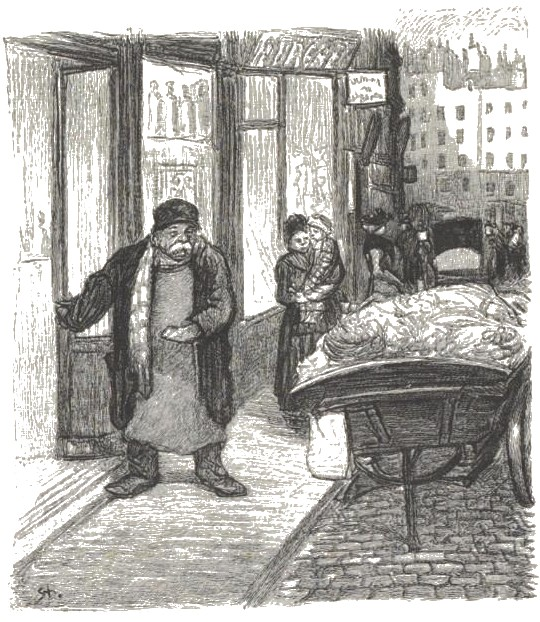

## Оценка
Р. Г. Назиров: «Франс разоблачил комедию суда и показал, что правосудие есть освящение установившейся несправедливости. Защищающий зеленщика адвокат Лемерль — пустой болтун. Председатель суда Буриш посвятил допросу Кренкебиля целых шесть минут. Судьба маленького человека предрешена, полиция всегда права, полицейский <…> есть частица государственной власти».

## Экранизации
- 1922 — Crainquebille, фильм Жака Фейдера.
- 1934 — Crainquebille, фильм Жака де Баронселли.
- 1954 — Crainquebille, фильм Ральфа Хабиба.